# Treno Alta Velocità

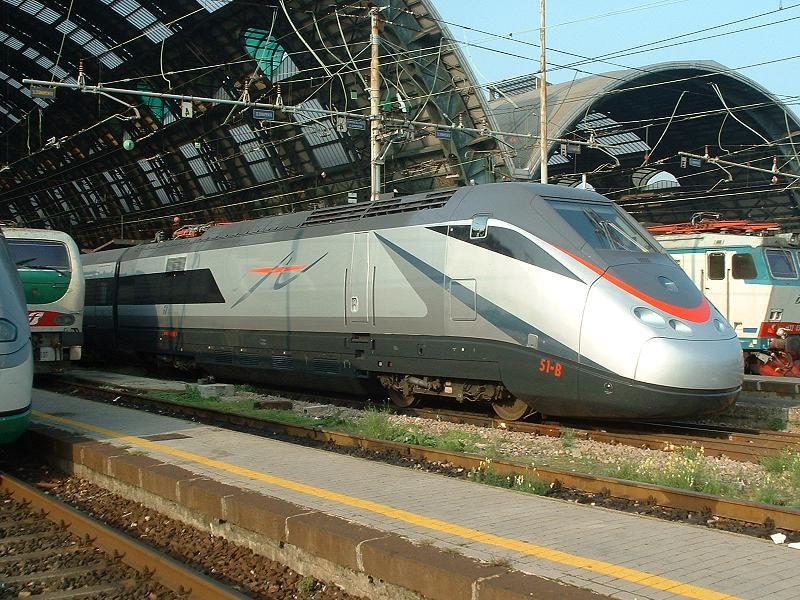
Uma locomotiva ETR 500

Treno Alta Velocità (em italiano), (comboio de alta velocidade (português europeu) ou trem de alta velocidade (português brasileiro)), é propriedade da Rede Ferroviária Italiana (RFI), responsável pelo planeamento e construção de linhas de alta velocidade ao longo das rotas de transporte mais importantes e saturadas de Itália. Essas linhas são frequentemente denominadas como linhas TAV.

## Finalidade

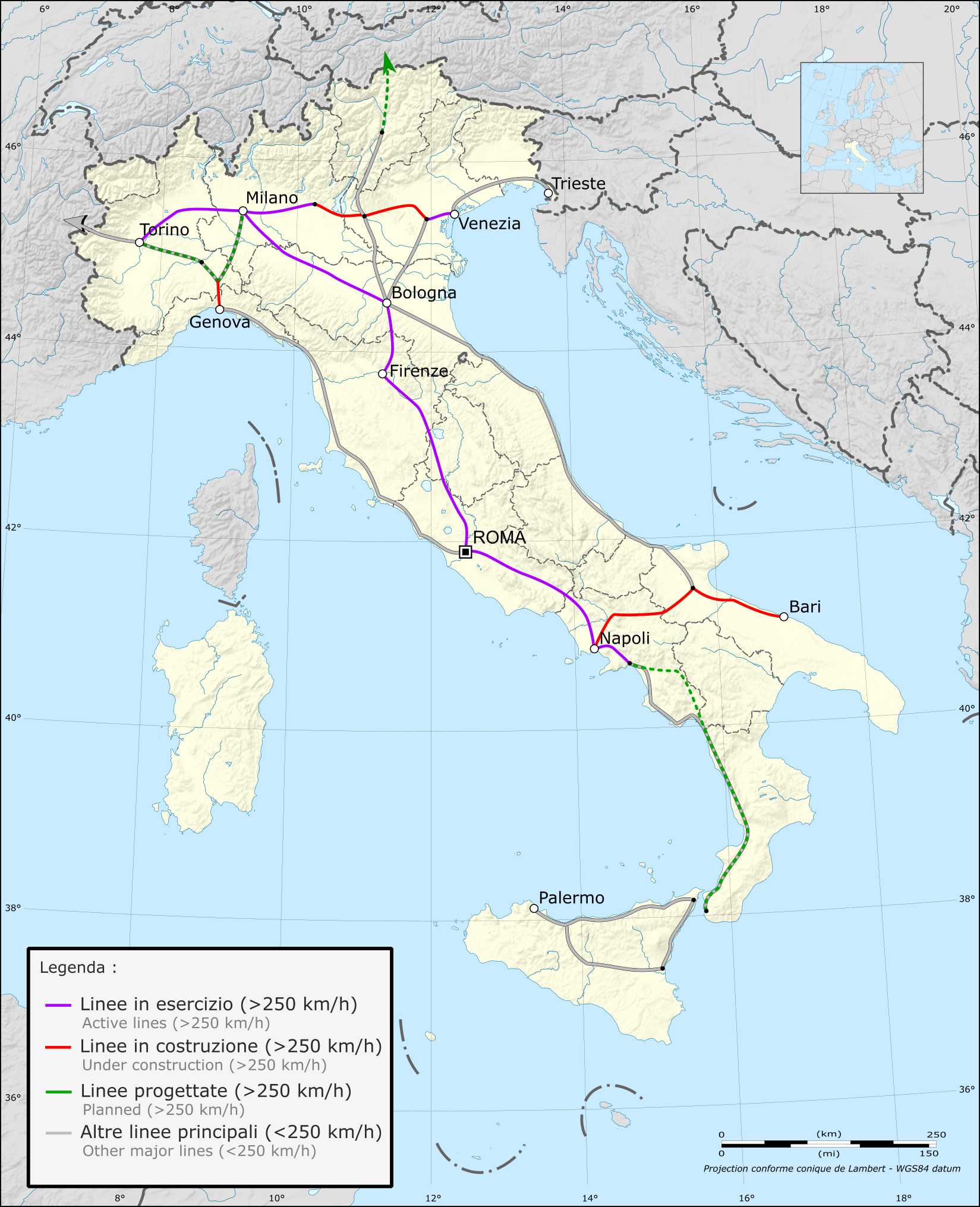
Situação do sistema de alta velocidade e convencional italiano em Setembro de 2006

A finalidade da construção do TAV é o apoio às viagens ao longo das linhas de caminho-de-ferro existentes mais importantes e saturadas de Itália, e acrescentar novos carris a essas linhas, nomeadamente nos corredores Milão-Nápoles e Turim-Milão-Veneza. Um dos objectivos do projecto é transformar a rede de caminhos-de-ferro italianas num sistema moderno de alta tecnologia no transporte de passageiros de acordo com os padrões actualizados do sistema ferroviário europeu. Um objectivo secundário é a introdução do sistema de alta velocidade no país e nos seus corredores de alta prioridade. Uma consideração importante em conta é o melhoramento dos tempos de viagem, frequência de comboios e segurança. Quando a procura das linhas de comboio convencionais for diminuída com a abertura de linhas dedicadas de alta velocidade, essas linhas serão usadas principalmente para os serviços ferroviários regionais de baixa velocidade e a comboios de mercadorias. Quando essas ideias tiverem sido completadas, a rede ferroviária italiana poderá ser integrada com outros sistemas ferroviários, principalmente com o TGV francês e com o ICE alemão.
Na Itália, o método dominante de transporte dominante é o uso de automóveis e a sua rede de autoestradas. Uma das maiores razões para o desenvolvimento da rede ferroviária no país, é encorajar uma sensação de competitividade entre diferentes meios de transporte e melhorar uma infraestrutura ferroviária sub-utilizada. Ao tornar as linhas ferroviárias italianas em corredores de alta capacidade, assegurará uma nova opção de transporte que estará ao nível dos padrões de países como a França e Alemanha. Com duas linhas troncais, o sistema poderá ramificar-se e chegar a um maior número de destinos do que tenha existido antes em Itália. Os comboios de alta velocidade irão ligar as principais cidades do país em linhas dedicadas com uma velocidade inalcançável pelos automóveis.

## Material Circulante
A Eurostar Italia é um sistema de comboios de qualidade licenciado à Trenitalia para as linhas que ligam as principais cidades e vilas italianas. Estão em serviço comboios de alta velocidade pertencentes a duas grandes famílias:
- ETR 500 (ElettroTreno 500) usados pela Eurostar Italia
- ETR 450, para outros serviços.

Em 2008 será introduzido uma nova classe de Pendolino (ETR 600, ou Superpendolino, construído pela Alstom) nas linhas TAV.